# پیامدهای زیست‌محیطی و بهداشتی صنعت زغال‌سنگ

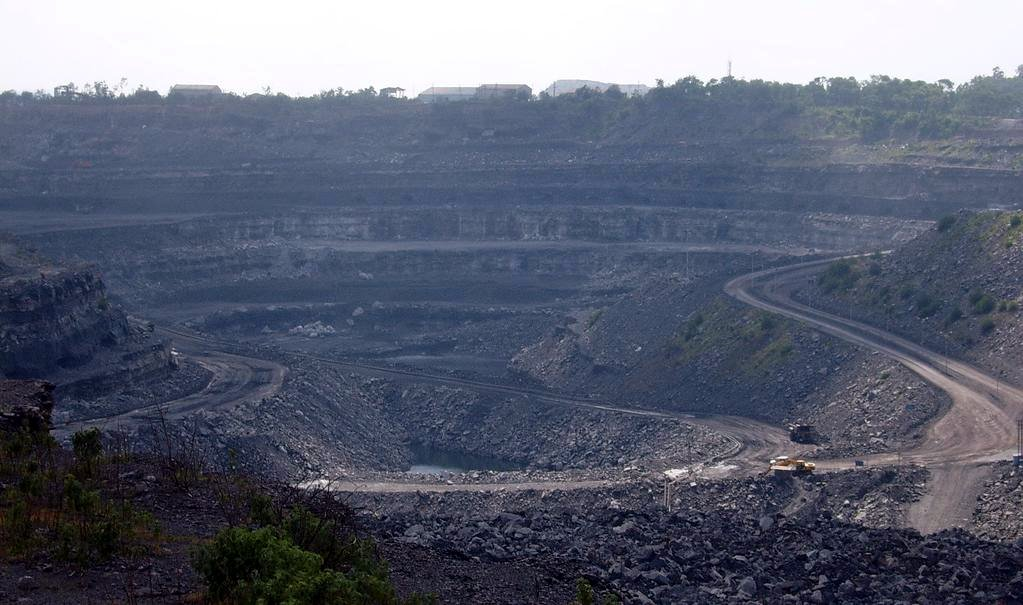
یک سایت استخراج سطحی زغال سنگ در بیهار، هند

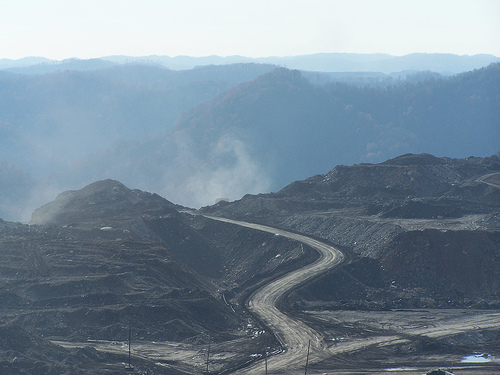
عملیات استخراج معدن از قله کوه در ایالات متحده

پیامدهای زیست‌محیطی و بهداشتی صنعت زغال‌سنگ اثرات گسترده‌ای بر سلامت انسان و محیط زیست دارد که این پیامدها شامل مواردی همچون استفاده از کاربری سرزمین، مدیریت پسماند، و آلودگی آب و آلودگی هوا می‌شود؛ این مشکلات ناشی از مراحل مختلف استخراج، فرآوری و استفاده از فرآورده‌های زغال‌سنگ هستند.
فراتر از آلودگی‌های جوی، سوزاندن زغال‌سنگ سالانه صدها میلیون تُن پسماند جامد تولید می‌کند؛ از جمله خاکستر بادی، خاکستر کفی، گوگردزدایی گاز دودکش. این مواد زائد اغلب حاوی عناصر خطرناکی همچون جیوه، اورانیوم، توریم، آرسنیک و سایر فلزات سنگین هستند که تهدیدی جدی برای سلامت انسان و اکوسیستم‌ها به‌شمار می‌آیند.
از منظر تغییرات اقلیمی، زغال‌سنگ بزرگ‌ترین عامل انسانی در افزایش دی‌اکسید کربن در جو زمین محسوب می‌شود و نقشی محوری در گرمایش جهانی دارد.
سوزاندن زغال‌سنگ پیامدهای شدید و گسترده‌ای برای سلامت انسان به همراه دارد. بر اساس آمارهای جهانی، به‌ازای هر کیلووات ساعت برق تولیدشده از زغال‌سنگ، حدود ۲۵ نفر به‌طور زودهنگام جان خود را از دست می‌دهند؛ رقمی که تقریباً هزار برابر بیشتر از تلفات ناشی از انرژی هسته‌ای یا خورشیدی است. این مرگ‌های زودرس عمدتاً ناشی از آلودگی هوای ناشی از احتراق زغال‌سنگ هستند که ترکیباتی مانند ذرات معلق، دی‌اکسید گوگرد، و اکسیدهای نیتروژن را وارد جو می‌کند؛ موادی که با بروز بیماری‌های قلبی، تنفسی و انواع سرطان ارتباط مستقیم دارند.

## مدیریت کاربری زمین

### تأثیر بر زمین و محیط اطراف
استخراج غیرقانونی معادن، تأثیرات شدیدی بر چشم‌انداز طبیعی می‌گذارد و به‌طور قابل‌توجهی از ارزش محیط زیست طبیعی اراضی اطراف می‌کاهد. سطح زمین تا زمانی که بتوان آن را تغییر شکل داد و احیا کرد، به فعالیت‌های معدنی اختصاص داده شده است. اگر استخراج معدن مجاز باشد، جمعیت‌های ساکن باید از محل معدن اسکان داده شوند؛ فعالیت‌های اقتصادی مانند کشاورزی یا شکار و جمع‌آوری غذا و گیاهان دارویی متوقف می‌شود. سرنوشت زمین پس از پایان عملیات معدنی، بستگی زیادی به نحوه اجرای فرایند استخراج دارد. در اغلب موارد، حتی پس از احیای زمین، کاربری آن با کاربری اولیه برابر نیست و بازگشت کامل به وضعیت پیشین دشوار است.
در طول فعالیت‌های معدنی، کاربری‌های موجود مانند دامداری، زراعت یا بهره‌برداری از جنگل‌ها به‌طور موقت کنار گذاشته می‌شوند. با این حال، نواحی با کاربری‌های باارزش و فشرده مانند مناطق شهری یا زیرساخت‌های حمل‌ونقل، معمولاً تحت تأثیر مستقیم قرار نمی‌گیرند. البته، اگر ارزش معدنی زمین بسیار بالا باشد، حتی این زیرساخت‌ها نیز ممکن است به مناطق مجاور منتقل شوند.
استخراج زغال‌سنگ به شیوه نواری می‌تواند به ویژگی‌های زمین‌شناسی با ارزش انسانی آسیب وارد کند. چشم‌اندازهای برجسته، ویژگی‌های ژئومورفولوژیک و ژئوفیزیکی منحصر به‌فرد ممکن است در نتیجه استخراج بی‌رویه و غیرمسئولانه از بین بروند. این روش معدنی:
- پوشش گیاهی موجود را به‌طور کامل از بین می‌برد،
- ساختار ژنتیکی و لایه‌های طبیعی خاک را تخریب می‌کند،
- زیستگاه‌ها و حیات‌وحش منطقه را جابجا یا نابود می‌سازد،
- کاربری‌های کنونی زمین را دگرگون می‌کند،
- و در بسیاری موارد، توپوگرافی (پستی و بلندی) طبیعی منطقه را به شکلی دائمی تغییر می‌دهد.

همچنین، فعالیت‌هایی نظیر انفجار، حفاری و خاک‌برداری می‌تواند باعث آسیب یا نابودی ارزش‌های فسیل‌شناسی، فرهنگی، و تاریخی شود. عملیات برداشتن لایه‌های سطحی زمین اغلب باعث تخریب آثار باستانی و میراث تاریخی می‌شود، مگر آن‌که این آثار پیش از شروع عملیات، شناسایی و منتقل شده باشند.

### فروریختگی معدن
فروریختگی‌های معدنی یا فرونشست‌های ناشی از استخراج، می‌توانند تأثیرات شدید و گاه فاجعه‌باری در سطح زمین به‌ویژه در مناطق شهری و توسعه‌یافته به‌جا بگذارند.
در کشور آلمان، به‌ویژه در ایالت نوردراین-وستفالن، استخراج زیرزمینی زغال‌سنگ باعث آسیب به هزاران خانه مسکونی شده است. به همین دلیل، صنایع زغال‌سنگ در این کشور ناچار شده‌اند بودجه‌های قابل توجهی برای جبران خسارات آینده ناشی از فرونشست‌ها در قالب طرح‌های بیمه و یارانه‌های دولتی کنار بگذارند. یکی از نمونه‌های برجسته این پدیده در منطقه زغال‌سنگ‌خیز زار در آلمان رخ داد؛ جایی که در سال ۲۰۰۸، فروریختگی مشکوک معدن موجب زلزله‌ای با بزرگی ۴ ریشتر شد. این زمین‌لرزه باعث وارد آمدن خساراتی به منازل مسکونی شد. پیش از این رویداد، وقوع زمین‌لرزه‌های خفیف در این منطقه روندی رو به افزایش داشت و در پی شدت گرفتن آن‌ها، عملیات استخراج زغال‌سنگ در منطقه به‌طور موقت متوقف گردید.

## مدیریت آب
استخراج سطحی معادن می‌تواند به روش‌های مختلفی کیفیت و کمیت آب‌های زیرزمینی را تحت تأثیر قرار دهد. تأثیرات شامل موارد زیر است:
- تخلیه و کاهش آب قابل استفاده از سفره‌های آب زیرزمینی کم‌عمق
- کاهش سطح آب در مناطق مجاور معدن
- و تغییر جهت جریان آب درون سفره‌های زیرزمینی.

این تغییرات می‌توانند به کاهش منابع آب آشامیدنی و کشاورزی منجر شده و تعادل طبیعی اکوسیستم‌های وابسته به آب زیرزمینی را به هم بزنند.
آلودگی سفره‌های آب زیرزمینی قابل استفاده در زیر مناطق معدنی می‌تواند ناشی از نفوذ آب‌های آلوده و نامطلوب معدنی باشد که از طریق تراوش وارد سفره‌ها می‌شوند؛ همچنین، افزایش نفوذ بارش‌های جوی بر روی توده‌های خاک و ضایعات معدنی نیز این مشکل را تشدید می‌کند.
در مناطقی که زغال‌سنگ یا سنگ‌های رسی کربنی وجود دارد، افزایش نفوذ باران به این توده‌ها می‌تواند منجر به موارد زیر شود:
افزایش جریان آب با کیفیت پایین و شست‌وشوی خاک از روی توده‌های ضایعات معدنی، بازشار آب آلوده به سفره‌های آب زیرزمینی کم‌عمق و جریان آب آلوده به سوی رودخانه‌ها و جریان‌های آبی مجاور.
این پدیده‌ها سلامت منابع آب را تهدید کرده و می‌توانند به تخریب اکوسیستم‌های آبی و خشکی اطراف منجر شوند.
با زهکشی آب‌های قابل استفاده از سفره‌های آب کم‌عمق؛ کاهش سطح آب در مناطق مجاور و تغییر در جهت جریان در سفره‌های آب؛ آلودگی سفره‌های آب قابل استفاده در زیر عملیات معدنی به دلیل نفوذ (تراوش) آب معدنی بی‌کیفیت؛ و افزایش نفوذ بارندگی بر روی توده‌های زباله. در جایی که زغال سنگ یا شیل کربنی وجود دارد، افزایش نفوذ ممکن است منجر به موارد زیر شود: افزایش رواناب آب بی‌کیفیت و فرسایش از توده‌های زباله، تغذیه آب بی‌کیفیت به سفره‌های آب زیرزمینی کم‌عمق و جریان آب بی‌کیفیت به نهرهای مجاور.